# Dipterologia

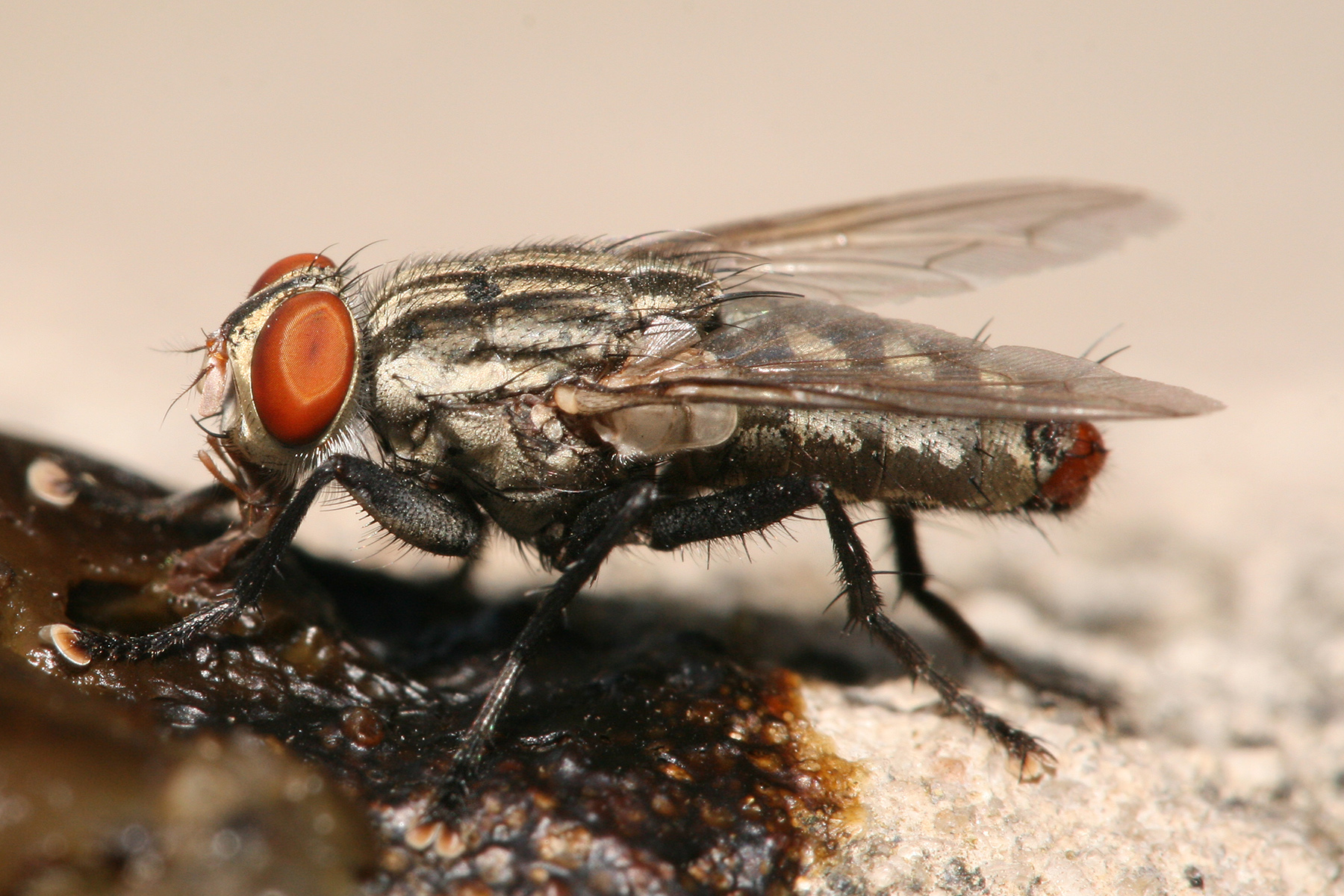

La dipterologia è la branca della zoologia e, più precisamente della entomologia, che studia e si occupa degli insetti appartenenti all'ordine dei Ditteri, ovvero maggioritariamente delle mosche e delle zanzare, studiandone l'anatomia, la tassonomia e l'aspetto fisico, così come la loro utilità ecologica.
Questa branca dell'entomologia è stata fondata per la prima volta a partire dagli studi di Johann Wilhem Meigen (1764 - 1845) e dalle sue pubblicazioni dedicate alla classificazione di più di 5500 specie di mosche europee raccolte in un totale di 7 volumi. Il suo discepolo Pierre Justin Marie Macquart è quindi considerato come il primo vero e proprio dipterologo della storia. Camillo Rondani (1808 - 1879) è considerato il più importante dipterologo italiano e uno dei più importanti della storia grazie alla pubblicazione della sua raccolta Dipterologiae Italicae, una serie di otto volumi pubblicati nella loro interezza nel 1877 dove analizza i ditteri della penisola italica.